# Miss Internacional 1988
Miss Internacional 1988 fue la 28.ª edición de Miss Internacional, cuya final se llevó a cabo en la ciudad de Gifu, en Japón el 17 de julio de 1988. Candidatas de 46 países y territorios compitieron por el título. Al final del evento Laurie Simpson, Miss Internacional 1987 de Puerto Rico coronó a Catherine Gude, de Noruega como su sucesora.

## Resultados
| Resultados finales      | Concursante |
| ----------------------- | --- |
| Miss Internacional 1988 | - Noruega - Catherine Gude |
| 1.ª Finalista           | - Estados Unidos - Dana Richmond |
| 2.ª Finalista           | - Australia - Toni-Jean Peters |
| Semifinalistas (Top 15) | - Colombia - Adriana Escobar - Corea - Lee Yoon-hee - Costa Rica - Erika Paoli - España - María Carmen Aragall - Finlandia - Sari Paakkonen - Francia - Nathalie Marquay - Islandia - Gudbjörg Gissurardóttir - Israel - Galit Aharoni - Jamaica - Michelle Williams - Japón - Yuki Egami - México - María Alejandra Merino - Perú - Susan León |

### Premios Especiales
- Miss Simpatía:  Guam - Liza Camacho
- Miss Fotogénica:  Tailandia - Passorn Boonyakiat
- Traje Nacional:  Brasil - Elizabeth Ferreira
- Miss Elegancia:  México - María Alejandra Merino

## Relevancia histórica del Miss Internacional 1988
- Noruega gana Miss Internacional por primera vez.
- Estados Unidos obtiene el puesto de Primera Finalista por sexta ocasión. La última vez fue en 1985.
- Australia obtiene el puesto de Segunda Finalista por segunda ocasión. La primera vez fue en 1970.
- Australia, España, Estados Unidos, Finlandia, Israel, Jamaica, Japón y México repiten clasificación a semifinales.
- España clasifica por séptimo año consecutivo.
- Japón clasifica por sexto año consecutivo.
- Estados Unidos clasifica por cuarto año consecutivo.
- Israel y México clasifican por tercer año consecutivo.
- Australia, Finlandia y Jamaica clasifican por segundo año consecutivo.
- Colombia y Noruega clasificaron por última vez en 1986.
- Islandia clasificó por última vez en 1985.
- Corea y Costa Rica clasificaron por última vez en 1983.
- Francia clasificó por última vez en 1980.
- Perú clasificó por última vez en 1967.
- Venezuela rompe una racha de clasificaciones que mantenía desde 1984.
- De América entraron seis representantes a la ronda de cuartos de final, transformándose este en el continente con más semifinalistas; no obstante solo Estados Unidos llegó a la final.
- Ninguna nación de África pasó a la ronda semifinal.

## Candidatas
46 candidatas de todo el mundo participaron en este certamen:
| - Alemania - Christiane Kopp - Argentina - Adriana Patricia Almada - Australia - Toni-Jene Frances Peters - Bélgica - Alexandra Elisabeth Winkler - Bolivia - Sonia Montero de Falcone - Brasil - Elizabeth Ferreira da Silva - Canadá - Katherine Stayshyn - Colombia - Adriana María Escobar Mejía - Corea - Lee Yoon-hee - Costa Rica - Erika María Paoli González - Dinamarca - Tina Maria Jorgensen - España - María Carmen Aragall Casadellá - Estados Unidos - Dana Michelle Richmond - Filipinas - Maria Anthea "Thea" Oreta Robles - Finlandia - Sari Susanna Pääkkönen - Francia - Nathalie Marquay - Gran Bretaña - Heather Jane Daniels - Grecia - Vasiliki Gerothodorou - Guam - Liza Maria Camacho - Holanda - Ellis Adriaensen - Honduras - Ericka Aguilera Garay - Hong Kong - Betsy Cheung Fung-Ni - India - Shikha Swaroop | - Irlanda - Karin May O'Reilly - Islandia - Gudbjörg Gissurardóttir - Israel - Galit Aharoni - Italia - Fabiola Rizzi - Jamaica - Michelle Samantha Williams - Japón - Yuki Egami - Luxemburgo - Isabelle Seara - Marianas del Norte - Gloria Patricia Propst - México - María Alejandra Merino Ferrer - Noruega - Catherine Alexandra Gude - Nueva Zelanda - Nicky Lisa Gillett - Panamá - Xelmira del Carmen Tristán - Perú - Susan María León Carassa - Portugal - Maria Helena Raposo Canelas - Puerto Rico - Yolanda Martínez - Singapur - Angeline Lip Lai Fong - Suecia - Ulrika Helena Westergren - Suiza - Corine Wittwer - Tailandia - Passorn Boonyakiat - Turquía - Didem Fatma Aksel - Uruguay - Gisel Silva Sienra - Venezuela - María Eugenia Duarte Lugo - Yugoslavia - Alma Hasanbasic |

### No concretaron su participación
- Austria - Barbara Brigitta Tiefenbacher
- Indonesia - Nyai Iroh Nureneh

## Crossovers
Miss Universo
- 1987:  Francia - Nathalie Marquay
- 1988:  Alemania - Christiane Kopp
- 1988:  Costa Rica - Erika Paoli
- 1988:  Guam - Liza Camacho
- 1989:  Islandia - Gudbjörg Gissurardóttir

Miss Mundo
- 1987:  Alemania - Christiane Kopp
- 1987:  Francia - Nathalie Marquay (Semifinalista).
- 1988:  Uruguay - Gisel Silva